# David Joris
David Joris (1501-Basilea, 25 de agosto de 1556) fue un importante líder holandés protestante, anabaptista y místico. Jean David Joris, llamado David Joris (o también David Joriszoon, hijo de Joris, o en latín, Ioannes Davidus Georgius) fundador de los joristas, que en tiempos de Carlos V y tras la publicación del edicto de 1535, tuvo que huir de Holanda para escapar de las autoridades católicas holandesas y de la administración española, defensora del catolicismo.
El siglo XVI fue la época en la que cerca de medio millón de refugiados, más del tercio de la población, abandonaron Flandes. La familia Rubens, por ejemplo, tuvo que huir de Amberes, en el Principado de Lieja, porque el padre de Rubens había tenido algunas relaciones, o simpatías, con protestantes opositores a las autoridades holandesas de la administración católica española. Parte de la familia Joris tuvo que hacer lo mismo.

## David Joris y los anabaptistas joristas
Contrariamente a luteranos y calvinistas, los anabaptistas estaban en contra de cualquier tipo de pacto con el poder civil. En Münster, su oposición tomó un matiz revolucionario extremista y violento que fue repelido en un baño de sangre en 1535. Tanto el movimiento reformador "moderado" como los jefes históricos de la Reforma condenaron violentamente a estos disidentes. Tras este suceso, utilizado para deshonrarlos en todas sus formas, los demás anabaptistas fueron los más perseguidos en todos los movimientos religiosos del siglo XVI. Un edicto de Carlos V del mismo 1535, exigió su exterminio completo, tanto para anabaptistas arrepentidos como para ciudadanos simplemente sospechosos de simpatizar con el anabaptismo.
Entre los anabaptistas, los joristas representaban una de las ramas pacifistas, pero al mismo tiempo eran más apasionados, apocalípticos y partidarios de una conversión acelerada hasta en aquellos tiempos difíciles.
David Joris fue activamente buscado, declarándose a favor de refugiarse en Suiza desde el comienzo de 1544. Los joristas comenzaron a replegarse hacia el Norte sobre todo, también hacia Amberes y a lugares fuera del territorio controlado por los españoles. En el Norte, en un decreto dictado por la condesa Anne de Frisia Oriental, en 1545, anunció que los joristas serían ahorcados si no dejaban inmediatamente el país. En cambio se les dejaba la elección a otros anabaptistas pacifistas, los menonitas, a ser escuchados por el superintendente de Frisia y de exponer sus convicciones para poder quedarse en el país. Consideraba que el diablo era sólo una alegoría.
Desde entonces, solo en 1546 más de 30 000 anabaptistas fueron ejecutados en Holanda y en Frisia. Muchos se refugiaron primeramente en Alemania, posteriormente en Inglaterra y de ahí a los Estados Unidos, como primeros colonos, donde encontraron la libertad junto a los puritanos que habían sufrido una represión similar en Inglaterra. Los joristas eran entre 1536 y 1539, el grupo anabaptista que contaba con mayor importancia. A causa del exilio de David Joris, las persecuciones y ejecuciones los golpearon de manera preferente, seguido de la detención de su yerno y sucesor en la cabeza del grupo. En 1560, los Países Bajos controlados por los españoles presentaban tendencias anabaptistas nítidas en toda la parte flamenca del país, con un límite que pasaba en el sur de Bruselas y de Lovaina, en última instancia, del actual Brabante valón. La secta jorista progresivamente disminuyó en importancia hasta ser sustituida por los menonitas.
Los joristas permanecieron sin embargo siendo un grupo activo en regiones como Frisia y en Holstein hasta el siglo XVII, antes de desaparecer completamente.

## Biografía
Nacido en Bruselas en 1501, hijo de un cambista ambulante, Jean David Joris se dedicó en un principio a la pintura de vitrales.
Era un chico inteligente y, a pesar de haber nacido en una familia modesta, sabía leer y escribir. Rápidamente se convirtió en un erudito con profundos estudios de las sagradas escrituras y de la lengua neerlandesa. También practicó el alemán, ya que tiempo después predicó en territorio germanófono. Además, escribió un muy importante número de obras y de libros. También compuso himnos, oraciones y odas, destacando entre otras Een geestelijck liedt-boecxken: Inholdende veel schoone sinrijcke Christelijcke liedekens. (Róterdam, Dierck Mullem, c. 1590). Su obra principal es Twonderboeck.
Joris pronto sintió vocación profética y a pesar de no contar con ningún tipo de formación religiosa específica, fue a predicar en Alemania y en los Países Bajos durante una decena de años. La situación en el sur de Brabante se hizo peligrosa, por lo que se instaló en Delft en 1524. El 25 de mayo de 1528, asaltó allí una procesión de la Nieuwe Kerk ridiculizando a la Virgen María. Fue condenado a once semanas de prisión. Reincidió a su salida de la cárcel y el 30 de julio de 1528, atacó esta vez una procesión católica. Como reincidente, fue condenado por el tribunal de La Haya a tres años de destierro de la ciudad de Delft.
En 1533, fue citado como uno de "doce apóstoles" enviados por J. Mathysens o Jan Matthys, anabaptista anarquista. El año siguiente, septiembre de 1534, David y su esposa Dirkgen Willem fueron rebautizados por un exsacerdote católico, Obbe Philips (o Ubbo Philipps). En marzo de 1535, la pareja tuvo que huir a Estrasburgo. Regresaron a Delft en diciembre de 1535 para el parto del segundo niño del matrimonio, un varón, David hijo. David Joris tuvo que huir de nuevo en abril de 1536.
Después de la caída de Münster en junio de 1535, el movimiento anabaptista se libró definitivamente de sus facciones violentas y revolucionarias, y volvió a ser íntegramente pacifista bajo la dirección de Menno Simons. Menno era un anabaptista, anteriormente de tendencia melchorita (seguidor de Melchor Hoffman) ordenado por Obbe Philipps al mismo tiempo que Dirk Philips, hermano de este último y que David Joris  
Como resultado de su exitosa mediación en Bocholt (agosto de 1536) y alentado por visiones, en diciembre de 1536, Joris llegó a concebirse a sí mismo como profeta.
El 21 de febrero de 1539, la madre de David Joris, Maritje Jans de Gortersdochter fue condenada a muerte y ejecutada a causa de su fe, por decapitación en Delft.
En 1540, Joris convocó un sínodo en Estrasburgo para tratar de entenderse con otros reformadores, siendo un fracaso. Él mismo tuvo que huir entonces a Italia y posteriormente a Suiza, donde llegó a principios de 1544.
Su defensa coherente de un enfoque pacífico ayudó a los anabaptistas a formar su posterior concepción de la no violencia. Una característica notable de su enseñanza fue su lucha por la libertad religiosa sin restricciones, en la que también precedió al anabaptismo posterior.
Sin embargo, Joris se distanció y se enfrentó con Menno Simons por razones doctrinales. El asunto más espinoso fue el relativo al papel de la Escrituras. Joris consideraba como fe muerta tratar la letra de la Biblia como la única autoridad y consideraba que era necesario "mirar alrededor para ver al Hijo de Dios". En general, los anabaptistas consideraban las Escrituras como un principio, mientras que Joris hizo un principio de la experiencia mística y las revelaciones. Para Menno eso significaba que Joris elevaba "sus visiones y sueños por encima de la sabiduría del Espíritu Santo, que ha enseñado a los apóstoles y los profetas".
Joris era un apocalíptico entusiasta, lo cual también chocaba a Menno y además era partidario del llamado "nicodemismo", es decir, escondía sus convicciones cristianas bajo apariencias oficiales convencionales, mientras continuaba propagando las ideas por medios clandestinos y practicando su fe en secreto, algo similar a los judíos que aún vivían en la península ibérica. Joris justifica la clandestinidad por el ejemplo de "Cristo, que estuvo igualmente oculto en Egipto". 
En 1543 Joris, su esposa y algunos seguidores se trasladaron a Basilea, donde él pasó ante los ojos de sus contemporáneos como si fuera un burgués rico, conocido por sus obras caritativas. Falleció allí, el 25 de agosto de 1556 bajo esta identidad falsa ('Juan de Brujas' o Jan von Brügge o incluso Jan von Binningen). Dos años y medio más tarde a causa de disputas entre los joristas fue descubierta su simulación. Once joristas fueron llevados a la cárcel. Un gran número de libros y cartas y un retrato de Joris fueron confiscados. Se descubrió, por ejemplo, que había defendido en secreto a otro anabaptista, Miguel Servet. Sus allegados declararon desconocer su verdadera identidad y sus seguidores se declararon arrepentidos, mientras se acusaba a Joris de haber tenido "varias concubinas". La literatura más antigua y en contra Joris contiene una larga serie de contradicciones no resueltas. El pietista Gottfried Arnold  (1666-1714) defendió a David Joris y conservó fuentes escritas, que según él eran valiosas para hablar en favor de quien por ser un espiritualista "fue hombre más calumniado".
Su esposa Dirckgen murió el 22 de agosto de 1556. David murió tres días después y fue enterrado en la iglesia de Saint Leonard, Basilea. El líder anabaptista Nicolas van Blesdijk, esposo de su hija mayor, se convirtió en un oponente de las enseñanzas de Joris. En 1559 denunció la teología de Joris a las autoridades de Basilea; David Joris fue declarado culpable de herejía de manera póstuma y su cuerpo fue exhumado y quemado el 13 de mayo de 1559. Félix Platter dejó un testimonio ocular:

En la plaza de los Franciscanos había un catafalco con el cuerpo exhumado. Se amontonaron haces de leña frente al Steinenthor, el lugar habitual de las ejecuciones; allí el verdugo puso el ataúd y, después que lo destrozaron, pudo verse el muerto, vestido con un manto barato y un gorro puntiagudo de terciopelo, con un ribete escarlata. El cadáver estaba bastante bien conservado y aún era posible reconocerlo

## La obra de David Joris
Escribió un gran número de obras, un total de 264, de contenido esencialmente religioso. El más importante de todos ellos es Twonderboeck, cuya primera edición apareció en Vianen, en casa de Dirk Mullem, en 1544. La segunda edición data de 1584. Está adornada de grabados de Hieronymus Wierix basados en las xilografías de la primera edición, escogidos por el mismo Joris.
Joris también es el primer autor que defendió el uso de la lengua neerlandesa como lengua de cultura y de culto, de ahí su papel superior pero desconocido en el origen histórico de la literatura de esta lengua.

## Los joristas
La secta de los joristas (o davidistas o davidjoristas) son anabaptistas unitarios y radicales. Forman parte de los reformadores "radicales" creados entre los diversos grupos melchoritas (de Melchor Hoffman) hacia 1530 para oponerse a los luteranos, calvinistas, zwinglianos, etc. Sin embargo entre los melchoritas, los joristas fueron siempre pacifistas como los obbenitas (de Obbe Philips), a diferencia de los munsteritas, revolucionarios, (representados por Jan Matthijs, Jan van Leiden) y los batenburgers (seguidores de Jan van Batenburg) que eran violentos anticatólicos. Los joristas han sido considerados francamente heréticos y atrajeron hacía sí las iras de Calvino y de la Iglesia reformada de Holanda, opuesta a toda forma de libertad de conciencia.